# Betty Ford
Elizabeth Anne "Betty" Bloomer Ford (Chicago, Illinois, 8. travnja 1918. – Rancho Mirage, Kalifornija, 8. srpnja 2011.) bila je supruga 38. američkog predsjednika Geralda Forda, predsjednika od 9. kolovoza 1974. do 20. siječnja 1977.